# Putat Gede
Putat Gede is een bestuurslaag in het regentschap Soerabaja van de provincie Oost-Java, Indonesië. Putat Gede telt 9066 inwoners (volkstelling 2010).